# Tomasz Tomiak
Tomasz Piotr Tomiak (* 17. September 1967 in Nowy Tomyśl; † 21. August 2020 in Danzig) war ein polnischer Ruderer. Er gewann 1992 die olympische Bronzemedaille im Vierer mit Steuermann.

## Karriere
1985 belegte der etwa 1,91 m große Tomasz Tomiak zusammen mit Krzysztof Polanczyk und Steuermann Michał Cieślak den vierten Platz im Zweier mit Steuermann bei den Junioren-Weltmeisterschaften. Bei den Weltmeisterschaften 1987 ruderten Tomiak und Polanczyk im polnischen Achter, der den zehnten Platz belegte.
Zwei Jahre später startete Tomiak bei den Weltmeisterschaften 1989 in Bled zusammen mit Wojciech Jankowski und Michał Cieślak im Zweier mit Steuermann und belegte den sechsten Platz. 1991 bildete sich ein polnischer Vierer mit Steuermann in der Besetzung Wojciech Jankowski, Maciej Łasicki, Jacek Streich, Tomasz Tomiak und Michał Cieślak. Bei den Weltmeisterschaften 1991 in Wien siegte der deutsche Vierer vor den Rumänen und dem polnischen Boot, das im Ziel 0,2 Sekunden Vorsprung vor den viertplatzierten Briten hatte. Ein Jahr später bei den Olympischen Spielen in Barcelona ruderte der polnische Vierer mit Steuermann in der gleichen Besetzung wie im Vorjahr. Im olympischen Finale gewannen die Rumänen vor den Deutschen und den Polen, die diesmal fast drei Sekunden Vorsprung vor dem viertplatzierten Boot aus den Vereinigten Staaten hatten.
1993 trat Tomiak bei den Weltmeisterschaften in Račice u Štětí in zwei Bootsklassen an. Jankowski, Łasicki, Streich und Tomiak gewannen hinter dem französischen Boot die Silbermedaille im Vierer ohne Steuermann. Die vier Ruderer waren auch Mitglieder des polnischen Achters, der den siebten Platz belegte. 1994 belegten Jankowski, Łasicki, Streich und Tomiak noch einmal den fünften Platz bei den Weltmeisterschaften in Indianapolis. 1995 wurde Tomiak im polnischen Vierer durch Piotr Basta ersetzt.
Tomasz Tomiak ruderte für den Verein AZS-AWFiS Gdańsk.